# Pierre d’Oron (Lausanne)
Pierre d’Oron († 27. März 1323) war von 1313 bis 1323 Bischof von Lausanne.

## Leben
Pierre d’Oron entstammt dem waadtländischen Adelsgeschlecht der Herren von Oron. Er war der Sohn von Pierre d’Oron, Mitherr von Vevey. Pierre ist ab 1298 als Chorherr in Toul belegt. Nach dem Tode seines Vorgängers Othon de Champvent blieb das Bistum über ein Jahr vakant, was zu Unruhen in der Bürgerschaft von Lausanne führte, bis Papst Clemens V. Ende des Jahres 1313 Pierre zum Bischof von Lausanne ernannte. Als das Bistum an der Seite der Grafen von Genf in einen Konflikt mit Ludwig II. von Savoyen, Herr der Waadt, geriet, der die bischöflichen Burgen Gourze und Villarzel eroberte, erneuerte Pierre das Bündnis mit Graf Amadeus V. von Savoyen. Er bestätigte die von seinem Amtsvorgänger Jean de Cossonay dem Grafen von Savoyen abgetretenen Anteile an der Gerichtsbarkeit in der Stadt Lausanne. Im Jahr 1317/18 weilte er bei Papst Johannes XXII. in Avignon. Um 1320 befand sich die Diözese in schweren finanziellen Problemen, nach den Verwüstungen im Kriege und einer mehr als zweijährigen Dürre wurde die Kathedrale von Lausanne in einem Brand beschädigt.